# Марк Жуліа
Марк Жуліа́ (фр. Marc Julia; 23 жовтня 1922 — 29 червня 2010) був французьким хіміком і володарем золотої медалі CNRS 1990 з хімії. У 1973 році він відкрив реакцію названу його іменем.

## Життєпис
Жуліа народився в 1922 році в Парижі в родині відомого математика Гастона Жуліа́. Жуліа вивчав фізику в École Normale Supérieure. Отримавши диплом, він приєднався до групи Яна Гейлброна та Девіда Г. Джонса в Імперському коледжі Лондона, де отримав свій перший докторський ступінь у 1948 році.. Повернувшись до Франції, він змінив свій предмет на хімію, а згодом отримав другий докторський ступінь за роботу з Жоржем Дюпоном..